# Mundypark

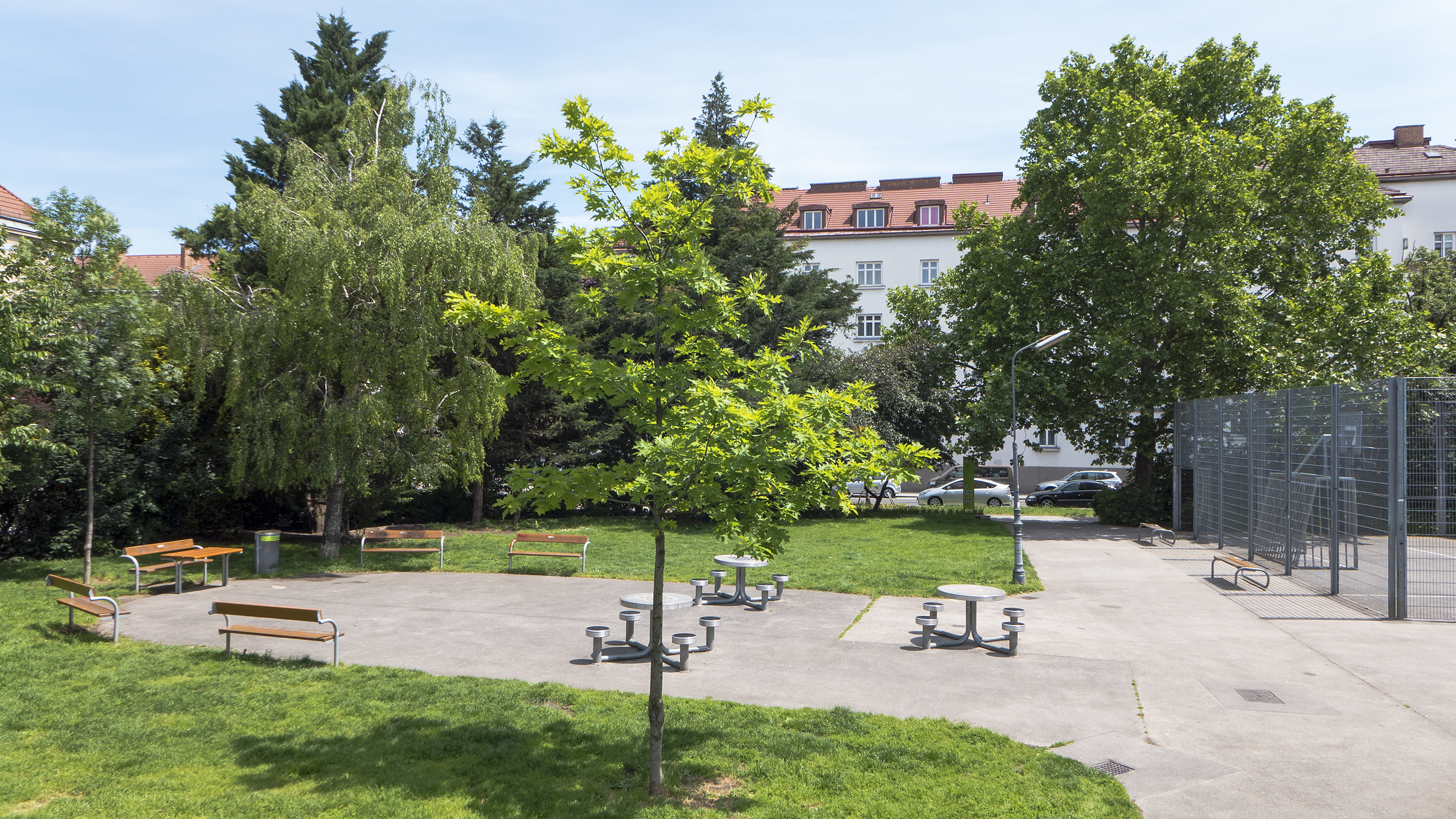
Mundypark (2015)

Der Mundypark ist ein Wiener Park im 10. Bezirk, Favoriten.

## Beschreibung

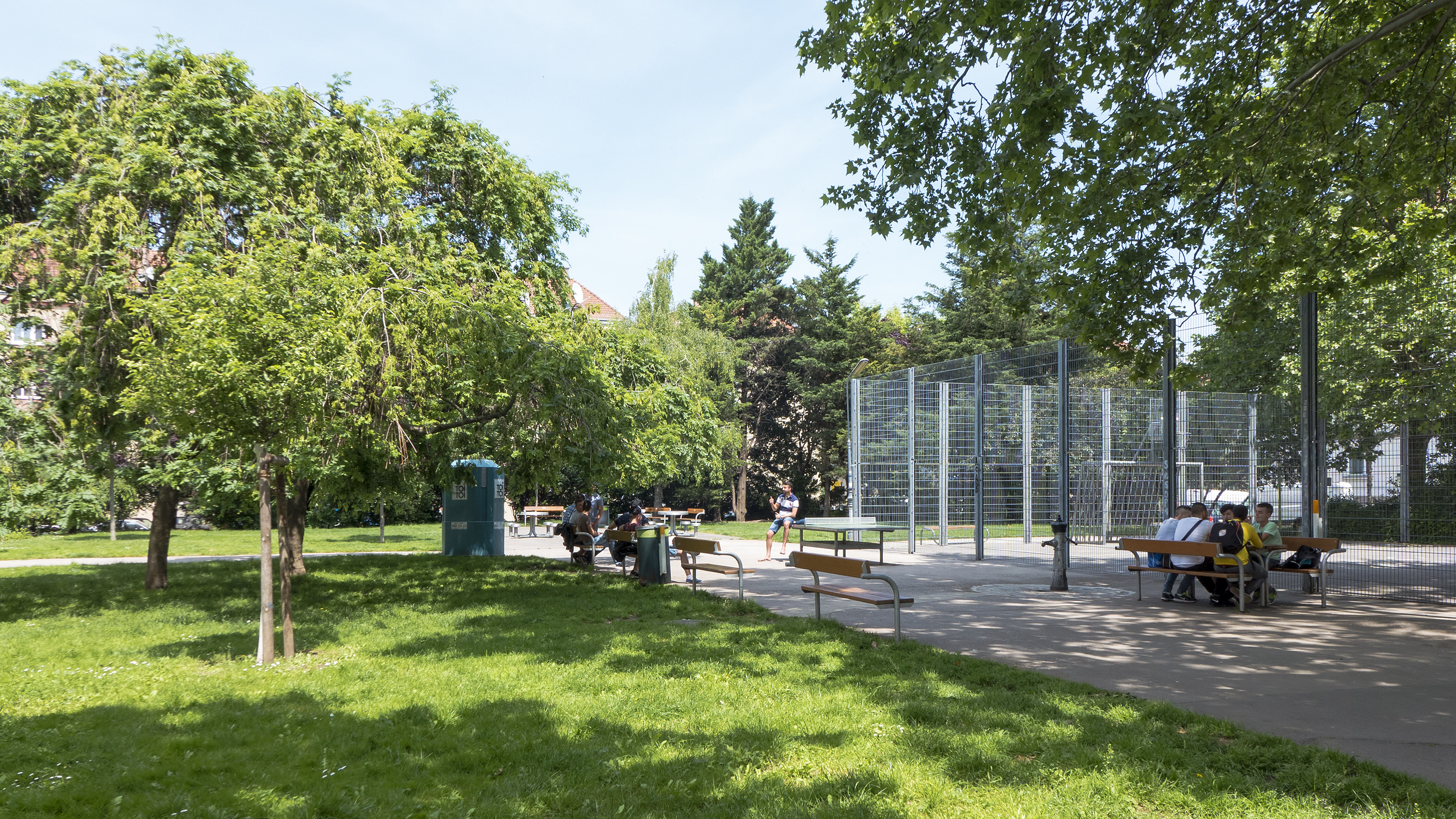
Mundypark (2015)

Der Mundypark ist ein ca. 2900 m² großer Beserlpark im Bezirksteil Favoriten. Der Park liegt zwischen der Mundygasse, Steudelgasse, Erlachgasse und Gellertgasse. Neben Wiesenflächen und einem alten Baumbestand verfügt der Park über Sitzmöglichkeiten, einen Kinder- und Jugendspielplatz, sowie einen Fußballplatz, Basketballplatz, Tischtennistische, einen Trinkbrunnen, eine öffentliche Toilette in Form einer mobilen Toilette und eine saisonale Parkbetreuung durch die Kinderfreunde Wien.

## Geschichte
Der Mundypark wurde, ebenso wie angrenzende Mundygasse, am 23. März 1932 im Gemeinderatsausschuss für Kultur der Stadt Wien nach Jaromir Freiherr von Mundy (1822–1894), dem Gründer der Wiener freiwilligen Rettungsgesellschaft, benannt.